# FOR YOU (Dorothy Little Happyの曲)
FOR YOU（フォー・ユー）は、日本のガールズユニット・Dorothy Little Happyの楽曲。自身通算13枚目のシングルとして、2017年（平成29年）5月31日にOTODAMA RECORDSからリリースされた。

## 背景とリリース
前作「バイカラーの恋心」（2016年5月25日）から1年ぶりとなるシングル作品。前作及び前々作の「Restart」（2015年12月16日）はユニバーサルミュージック内の「UNIVERSAL GEAR」からのリリースだったが、本作はセガサミーグループの株式会社音遊が運営する「OTODAMA RECORDS」からのリリースとなった。但し販売委託は前2作同様ユニバーサルミュージックが行っている。
本作の発売は東日本大震災から丁度6年となる2017年3月11日にタワーレコード渋谷店・space HACHIKAIで行われたフリーライブで発表され、同月20日に同店内で表題曲が初披露された。ドロシーはこの年の2月16日、白戸佳奈が体調不良で活動休止することを発表。これにより本作のレコーディングは髙橋麻里のみで行われた。
表題曲を作曲した山森大輔は、髙橋が初めて一人て歌う曲を手掛けるにあたり「キュートさと格好良さの両方を持ち、決意、そして未来への力強い1ページをめくる始まりの歌にした」と述べている。但し初披露時のヴァージョンとCD収録ヴァージョンはアレンジがやや異なっており、髙橋曰く「チーム一丸となってよりよい曲に仕上げたかった」とのこと。
カップリングには自身の代表曲ともいえる「デモサヨナラ」が2017ver.として新録されている。
なお、白戸佳奈は2017年4月23日に仙台MACANAで行われた『2017 APRIL ドロシー定期公演 VOL.2&VOL.3 in SENDAI』にて復帰したが、本作発売前の同年5月20日にドロシーからの卒業並びに芸能界引退を表明。それから2か月後の同年7月23日、東京・SHIBUYA PLEASURE PLEASUREで行われたコンサート『Dorothy Little Happy forever 〜the last stage we’ll do〜』をもって2人体制のドロシーに終止符が打たれた。残った髙橋麻里も翌2018年12月16日付で卒業し、その後の新体制移行などもあってか、ドロシー名義でのCDリリースは現時点で本作が最新となっている。

## 販売形態
シングルはType-A・B・C・D・Eの5形態がリリースされた。先述の理由からアートワークやミュージックビデオに白戸の姿はなく、ジャケット写真は髙橋が一人で5色のリボンを使い「あなたとの繋がり、絆」を表現したものとなっている。また表題曲のMVを収めたDVDやBlu-ray Discは同梱されていない。
| Type | 規格品番   | CD帯とジャケットで 持っているリボンの色 |
| ---- | ---------- | --------------------------------------- |
| A    | POCS-11006 | 赤                                      |
| B    | POCS-11007 | 青                                      |
| C    | POCS-11008 | ピンク                                  |
| D    | POCS-11009 | 黄色                                    |
| E    | POCS-11010 | 緑                                      |

## チャート成績
初週で3,681枚を売り上げ、2017年6月12日付オリコンシングルチャートで16位にランクインした。Billboard Japan Top Singlesチャートでは初週で2,954枚を売り上げ、22位にランクインしている。

## シングル収録トラック
| #         | タイトル                                     | 作詞       | 作曲       | 編曲      | 時間  |
| --------- | -------------------------------------------- | ---------- | ---------- | --------- | ----- |
| 1.        | 「FOR YOU」                                  | 岡田マリア | 山森大輔   | 山森大輔  | 4:03  |
| 2.        | 「デモサヨナラ」(2017ver.)                   | 坂本サトル | 坂本サトル | Powerless | 4:49  |
| 3.        | 「Little by Little」                         | やいり     | やいり     | やいり    | 4:02  |
| 4.        | 「FOR YOU」(Off Vocal Ver.)                  |            | 山森大輔   | 山森大輔  | 4:03  |
| 5.        | 「デモサヨナラ（2017ver.）」(Off Vocal Ver.) |            | 坂本サトル | Powerless | 4:49  |
| 6.        | 「Little by Little」(Off Vocal Ver.)         |            | やいり     | やいり    | 4:02  |
| 合計時間: | 合計時間:                                    | 合計時間:  | 合計時間:  | 合計時間: | 25:48 |